# Jane Seymourová (herečka)
Jane Seymourová OBE, rodným jménem Joyce Penelope Wilhelmina Frankenberg (* 15. února 1951 Hayes, Londýn) je anglická herečka známá především rolí Bond girl Solitaire z bondovky Žít a nechat zemřít a amerického televizního seriálu z 90. let Doktorka Quinnová.

## Osobní život
Narodila se v londýnské oblasti ve městě Hayes, porodníkovi židovského původu Johnu Frankenbergovi s německými a polskými kořeny a nizozemské zdravotní sestře Mieke Frankerbergové. V sedmnácti letech přijala umělecké jméno Jane Seymour, které nosila také třetí manželka krále Jindřicha VIII. Vystudovala The Arts Educational School v hertfordshirském Tringu.
Má heterochromii oční duhovky (nestejné zabarvení duhovek), její pravé oko je světle hnědě, levé pak zeleně zbarvené. V roce 2007 podstoupila plastickou operaci s výkony augmentace prsů (zvětšení) a blefaroplastiky (korekce očních víček).
Byla čtyřikrát vdaná a má čtyři děti.
Manželé
- 1971–1973: Michael Attenborough, syn režiséra Richarda Attenborougha
- 1977–1978: Geoffrey Planer
- 1981–1992: David Flynn, s ním má dceru Katherine (Katie Flynn, nar. 1982) a syna Seana (nar. 1986).
- 1993–2015: James Keach, se kterým má dvojčata Johnä a Krise (nar. 1995).

V roce 2000 jí královna Alžběta II. udělila Řád britského impéria. Roku 2005 získala americké občanství a tři roky později byla oceněna Christopher and Dana Reeve Foundation za práci s postiženými.
Žije s rodinou v Malibu v Kalifornii.

## Ocenění
- 1988: Cena Emmy za roli ve filmu Onassis: nejbohatší muž světa
- 1996: Zlatý glóbus za roli ve filmu Doktorka Quinnová
- 1996: Family Film Award za roli ve filmu Doktorka Quinnová
- 2000: Řád britského impéria

## Herecká filmografie

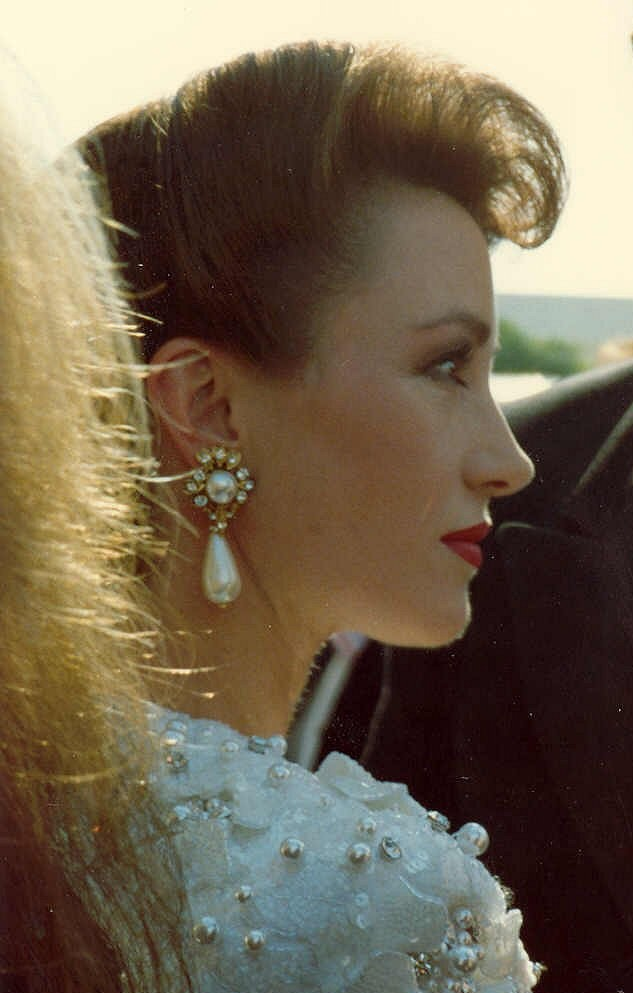
Jane Seymour

### Film
- Jaká to rozkošná válka (1969)
- The Only Way (1970)
- The Best Pair of Legs in the Business (1972)
- Mladý Winston (1972)
- The Pathfinders (1972)
- Žít a nechat zemřít (1973)
- Sindibád a Tygří oko (1977)
- Battlestar Galactica
- Kdysi dávno (1980)
- Nebeský pes (1980)
- The Scarlet Pimpernel (1982)
- Lassiter (1984)
- Head Office (1985)
- Crossings (1986)
- The Tunnel (1987)
- Francouzská revoluce (1989)
- Novodobí Robinsoni (1998)
- Kouzelný meč - Cesta na Camelot (1998) (hlas)
- Dotyk divokých koní (2002)
- Nesvatbovi (2005)
- Rande naslepo (2006)
- Po sexu (2007)
- Wake (postprodukce)(2008)
- The Assistants (postprodukce) (2008)

### Televize
| Název                                                | Rok       | Role                        | Poznámka                                |
| ---------------------------------------------------- | --------- | --------------------------- | --------------------------------------- |
| The Strauss Family                                   | 1972      | Karolin                     | miniseriál                              |
| The Onedin Line                                      | 1972–1973 | Emma Callon                 | miniseriál                              |
| Frankenstein: The True Story                         | 1973      | Agatha/Prima                |                                         |
| Our Mutual Friend                                    | 1976      | Bella Wilfer                | miniseriál                              |
| Captains and the Kings                               | 1976      | Marjorie Chisholm Armagh    | miniseriál                              |
| The Four Feathers                                    | 1977      | Ethne Eustace               |                                         |
| Killer on Board                                      | 1977      |                             |                                         |
| Battlestar Galactica                                 | 1978      | Serina                      | objevila se v prvních pěti dílech       |
| Dallas Cowboy Cheerleaders                           | 1979      | Laura Cole                  |                                         |
| Na východ od ráje                                    | 1981      | Cathy Ames                  |                                         |
| The Scarlet Pimpernel                                | 1982      | Marguerite St. Just         |                                         |
| Fantom opery                                         | 1983      | Maria Gianelli/Elena Korvin |                                         |
| Jamaica Inn                                          | 1983      | Mary Yellan                 |                                         |
| The Haunting Passion                                 | 1983      | Julia Evans                 |                                         |
| The Sun Also Rises                                   | 1984      | Brett Ashley                |                                         |
| Dark Mirror                                          | 1984      | Leigh Cullen/Tracy Cullen   |                                         |
| Můj život milence                                    | 1985      | Diane Putnam                |                                         |
| The Woman He Loved                                   | 1988      | Wallis Simpson              |                                         |
| Onassis: nejbohatší muž světa                        | 1988      | Maria Callas                |                                         |
| Jack Rozparovač                                      | 1988      | Emma Prentiss               |                                         |
| War and Remembrance                                  | 1988–1989 | Natalie Henry               |                                         |
| Úžeh                                                 | 1992      | Teresa Winters              | koproducentka                           |
| Heidi, děvčátko z hor                                | 1993      | Miss Rottenmeier            |                                         |
| Kouzlo svatební noci                                 | 1993      | Linda Crandell              | producentka                             |
| Doktorka Quinnová                                    | 1993–1998 | Dr. Michaela Quinnová       |                                         |
| A Passion for Justice: The Hazel Brannon Smith Story | 1994      | Hazel Brannon Smith         | producentka                             |
| Absolutní pravda                                     | 1997      | Alison Reid                 |                                         |
| Dharma a Greg                                        | 1998      | Herself                     | 1. série, 19. díl, Dharma's Tangled Web |
| Manželství z rozumu                                  | 1998      | Chris Winslow Whitney       |                                         |
| Doktorka Quinnová                                    | 1999      | Dr. Michaela Quinnová       | TV film                                 |
| Zotročení: Příběh Fanny Kembleové                    | 2000      | Fanny Kemble                | producentka                             |
| Včerejší děti                                        | 2000      | Jenny Cole/Mary Sutton      |                                         |
| Murder in the Mirror                                 | 2000      | Dr. Mary Kost Richland      | producentka                             |
| Doktorka Quinnová: Srdce na dlani                    | 2001      | Dr. Michaela Quinnová       | TV film                                 |
| Darované srdce                                       | 2002      | Jill Maddox                 |                                         |
| Zákon a pořádek: Útvar pro zvláštní oběti            | 2004      | Debra Connor                | 1. díl                                  |
| Smallville                                           | 2004–2005 | Genevieve Teague            | vracející se postava                    |
| Jak jsem poznal vaši matku                           | 2006      | profesorka Lewisová         |                                         |
| Spravedlnost                                         | 2006      | Karen Patterson             |                                         |
| Modern Men                                           | 2006      | Dr. Victoria Stangel        |                                         |
| In Case of Emergency                                 | 2007      | Donna                       |                                         |
| Slečna Marplová: Zkouška neviny                      | 2006      | Rachel Argyle               |                                         |
| Dear Prudence                                        | 2008      | Prudence McCoy              | Hallmark Channel                        |
| Jmenuju se Earl                                      | 2008      | sama sebe                   |                                         |
| Láska, svatba, manželství                            | 2011      |                             |                                         |